# پائولو گراتسیوزی
پائولو گراتسیوزی (ایتالیایی: Paolo Graziosi؛ ۲۵ ژانویهٔ ۱۹۴۰ – ۱ فوریهٔ ۲۰۲۲) بازیگر سینما و تئاتر اهل ایتالیا بود.

## درگذشت
وی که حال مبارزه با بیماری سرطان بود در روز ۱ فوریه ۲۰۲۲ در سن ۸۲ سالگی در اثر کووید ۱۹ در ویچنزا درگذشت.

## گزیده فیلمشناسی
از فیلم‌هایی که وی در آن نقش داشته‌است، می‌توان به زندگی‌های به فنا رفته، ایل دیوو، گالیلئو، لئوپاردی، یک داستان ساده، جسدهای سرشناس و پینوکیو اشاره کرد.